# اللادينية في فرنسا

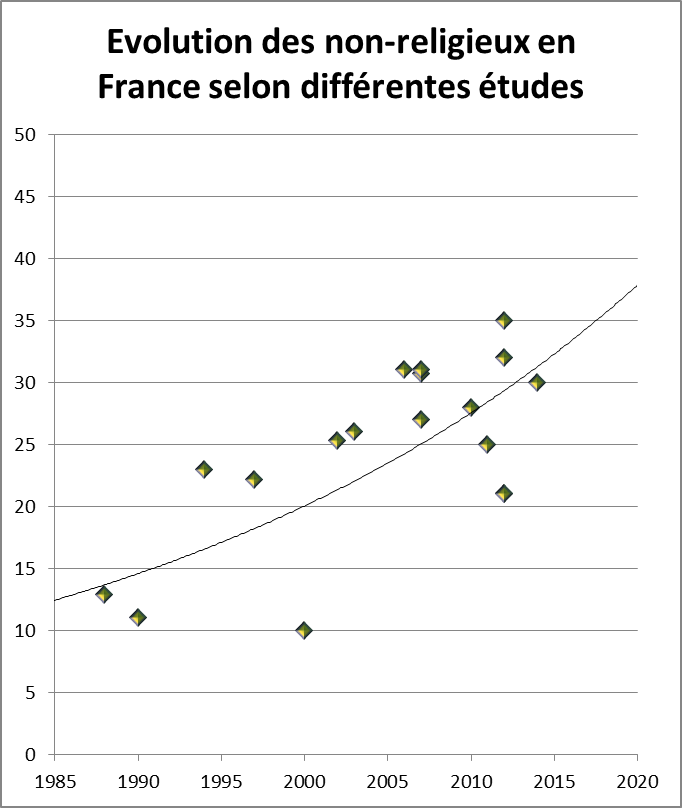

يمتلك الإلحاد واللادينية تاريخًا طويلًا وقاعدة ديموغرافية كبيرة في فرنسا، إذ يعود الإلحاد وإسقاط الإيمان الديني إلى فترة الثورة الفرنسية. وأشارت التقديرات في عام 2015 إلى أن 29% من السكان ملحدون، و63% غير متدينين.

## التاريخ

### النهضة والإصلاح
اشتُقت كلمة الإلحاد atheism من الكلمة الفرنسية athéisme نحو عام 1587.
واشتق مصطلح ملحد atheist (من الكلمة الفرنسية athée)، بمعنى «الشخص الذي ينكر أو لا يؤمن بوجود الإله»، وبدأ تداول هذا المصطلح نحو عام 1571.

### الاضطهاد
حتى عصر التنوير، اعتُبر الذين اعتنقوا معتقدًا غير إيماني أشخاصًا لا أخلاقيين، واعتبر الإلحاد جريمة يُعاقب عليها.
خُنق الباحث إتيان دوليه وأحرق عام 1546 بتهمة الإلحاد. وفي عام 1766، تعرض النبيل الفرنسي فرانسوا جان دي لا باري للتعذيب وقُطع رأسه وأحرِق جسده بسبب اتهامه بأعمال تخريب لصورة صليب، وقد استمدت هذه القضية شهرتها من محاولات فولتير غير الناجحة لإلغاء هذا الحكم.
كان من بين المتهمين بالإلحاد دينس ديدرو (1713-1784)، أحد أبرز فلاسفة التنوير، ورئيس تحرير إنسيكلوبيدي، التي سعت إلى تحدي العقيدة الدينية، وخاصة الكاثوليكية، والدوغمائية وقد كتب: «العقل بالنسبة للفيلسوف يساوي النعمة بالنسبة للمسيحي، فالنعمة تحدد تصرف المسيحي، والعقل يحدد تصرف الفيلسوف». سُجن ديدرو لفترة وجيزة بسبب كتاباته، التي حُظر بعضها وأحرق.

### الإلحاد في عصر التنوير

#### الثورة الفرنسية
شكلت الثورة الفرنسية نقطة تحول لصعود الإلحاد إلى مكانة بارزة باعتبارها موقفًا إدراكيًا وثقافيًا ضد سيادة البابوية والإمبراطورية الرومانية المقدسة في جميع أنحاء أوروبا والعالم. أسس جاك ايبير وبيير غاسبار شوميت وأنصارهما إيديولوجية ديانة العقل الإلحادية، وكان الغرض منها أن تكون بديلاً للمسيحية، وانتهجت تدمير الآثار المسيحية بأسلوب احتفالي، وتحويل الكنائس إلى معابد للعقل وتجسيد العقل كإلهة؛ وأقيمت احتفالات مثل مهرجان العقل (أو مهرجان الحرية)، الذي كان بتاريخ 10 نوفمبر (20 برومير) 1793. كانت ديانة العقل، التي دعت بشدة إلى القضاء على التأثيرات الثقافية المسيحية والإيمانية بالقوة، تعارض ديانة روبسبيار (ديانة الكائن الأسمى)، التي اعتُبرت ديانة ربوبية اتجهت إلى إيمان المسيحية. انتهت ديانة العقل أخيرًا على يد روبسبيار ولجنة السلامة العامة من خلال إعدام ايبير والعديد من أتباعه في 24 مارس 1794، بعد ظهورهم بسبعة أشهر فقط.

### القرن التاسع عشر
حتى بعد انتهاء رد فعل ترميدورين (Thermidorean Reaction) بتجليات ثورية ضد رجال الدين، استمرت حركة العلمنة في العصر النابليوني وما بعده. شارك الملحدون الفرنسيون في الحركات السياسية ذات شعبية متزايدة سعت إلى تحقيق قدر أكبر من التكافؤ الاقتصادي والسياسي في المجتمع، وأبرزها الثورة الفرنسية لعام 1848 وكومونة باريس عام 1871.
في عام 1877، سمحت أكبر هيئة ماسونية في فرنسا (غراند أورينت دو فرانس «جي أو دي إف»)، بناءً على تشجيع من القس البروتستانتي فريديريك ديسمونس، لأولئك الذين لم يكن لديهم إيمان بوجود كائن أسمى أن ينتسبوا بصفتهم أعضاء، ما أدى إلى انقسام مستمر بين غراند أورينت دو فرانس والمحفل الماسوني الكبير في إنجلترا (والمحافل التابعة لكلٍ منهما) بسبب ابتعاد غراند أورينت دو فرانس عن الشرط الإيمان بكائن أسمى لجميع الأعضاء.